# Beira-Mar (phim)
Beira-Mar (tiếng Anh: Seashore) là một bộ phim Brazil năm 2015, đạo diễn bởi Filipe Matzembacher và Marcio Reolon, đóng vai chính Mateus Almada, Maurício Barcellos, Irene Brietzke, Elisa Brittes, Maitê Felistoffa, Francisco Gick, Fernando Hart và Danuta Zaguetto.

## Nội dung
Trong một chuyến đi đến bờ biển Nam Brasil, những người bạn Martin và Tomaz đã hợp nhất trong nhiệm vụ mà Martin có; tìm kiếm các tài liệu theo yêu cầu của người cha, đó là với người thân cư trú trên bờ biển. Kèm theo vào cuối tuần tại một thị trấn nhỏ vào mùa đông, hai chàng trai tìm cách kết nối lại tình bạn cũ của họ và kết thúc những khám phá mới.

## Diễn viên

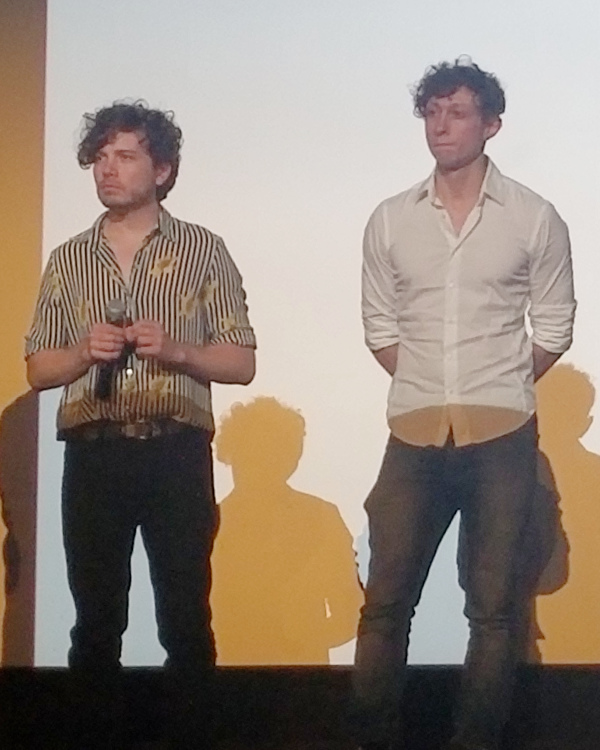
Đạo diễn Filipe Matzembacher (trái) và Marcio Reolon (phải)

- Mateus Almada vai Martin
- Maurício Barcellos vai Tomaz
- Irene Brietzke vai Marisa
- Elisa Brittes vai Natalia
- Maitê Felistoffa vai Carol
- Francisco Gick vai Maurício
- Fernando Hart	vai Bento
- Danuta Zaguetto vai Luíza
- Luisa Moser vai Rosa
- Ariel Artur vai Security Guard

## Giải thưởng
| Năm  | Giải thưởng                                | Thể loại                             | Kết quả   |
| ---- | ------------------------------------------ | ------------------------------------ | --------- |
| 2015 | Berlin International Film Festival         | Best First Feature Award             | Đề cử     |
| 2015 | Guadalajara International Film Festival    | Best Feature Film                    | Đề cử     |
| 2015 | Lisbon Gay & Lesbian Film Festival         | Best Feature Film                    | Đề cử     |
| 2015 | Rio de Janeiro International Film Festival | Special Jury Prize                   | Đoạt giải |
| 2015 | Rio de Janeiro International Film Festival | Best Film - New Trends               | Đoạt giải |
| 2015 | Taipei Film Festival                       | International New Talent Competition | Đề cử     |